# Scissurella costata
Scissurella costata é uma espécie de molusco pertencente à família Scissurellidae.
A autoridade científica da espécie é d'Orbigny, tendo sido descrita no ano de 1824.
Trata-se de uma espécie presente no território português, incluindo a zona económica exclusiva.